# Joaquín Crespo
Joaquín Sinforiano de Jesús Crespo Torres (xoaˈkin simfoˈɾjano ðe xeˈsus ˈkɾespo ˈtores, * 22. August 1841 in San Francisco de Cara, Aragua; † 16. April 1898 in La Mata Carmelera, Cojedes) war ein Offizier und Politiker in Venezuela und dessen Präsident von 1884–1886 sowie 1892–1898.

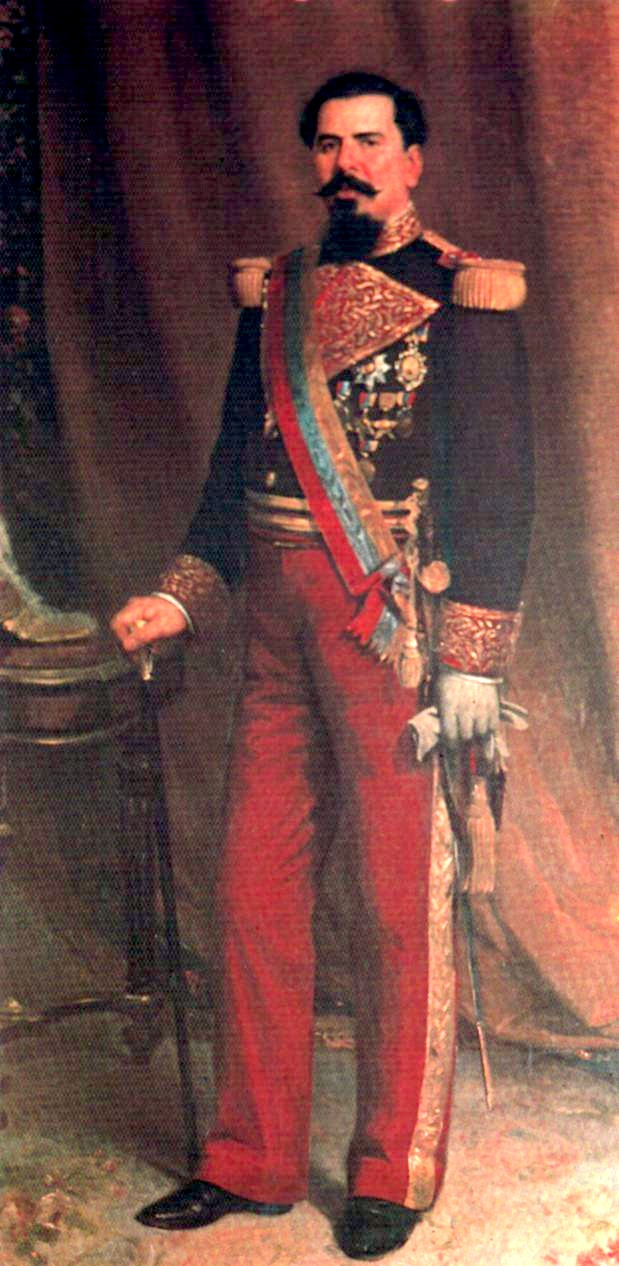
Porträt von Martín Tovar y Tovar

## Leben
Er lebte in seiner Kindheit in Parapara, wo er lesen und schreiben lernte. Bereits 1858 begann seine militärische Laufbahn unter Colonel José de Jesús. Am 18. September 1864 heiratete er Jacinta Parejo, im selben Jahr wurde er auch Abgeordneter des Bundesstaates Guárico. Von 1865 bis 1868 war er Abgeordneter für Guárico im Nationalkongress von Venezuela. Präsident Antonio Guzmán Blanco ernannte ihn am 4. Dezember 1871 zum General und Führer der Armee von Venezuela. 1879 wurde er für eine fünfjährige Amtszeit zum Präsidenten des (ehemaligen) Bundesstaates Guzmán Blanco ernannt. Ab 1879 war Crespo der erste und einzige Zivil- und Militärchef des Territorio Federal Maracay, welches 1880 wieder mit Guzmán vereinigt wurde.
Am 14. Februar 1884 ernannte man ihn zum Minister für Krieg und Marine und gleichzeitig zum Präsidenten von Guzmán Blanco, außerdem wurde er in den Senat des Kongresses gewählt. Schließlich wurde er am 27. April 1884 vom Kongress als Präsident Venezuelas vereidigt. Im Jahr 1888 entschied sich Crespo, einen Aufstand gegen den aktuellen Präsidenten Juan Pablo Rojas Paúl vorzubereiten. Dazu reiste er nach Trinidad, der Versuch scheiterte jedoch. Zusammen mit seinen Anhängern wurde er an Bord des Schiffes „Ana Jacinta“ festgenommen und nach La Rotunda (Caracas) gebracht, von wo er später in die Verbannung (1889–1890) ging. Als der gewählte Präsident Raimundo Andueza Palacio 1892 seine Amtszeit verlängern wollte, wurde er von Crespo und der sogenannten „revolución legalista“ abgesetzt. Daraufhin übernahm er wieder das Amt bis 1898.

## Grab
Sein Grab im größten Friedhof von Caracas wurde geschändet, sein Leichnam entfernt, das beigelegte goldene Schwert gestohlen. Vom Leichnam seiner Frau wurde der Kopf gestohlen, um das Gold der Zähne zu verwerten.